# Variazioni canoniche
Le Variazioni canoniche su un canto natalizio, conosciute anche come Variazioni canoniche su Vom Himmel hoch (nell'originale tedesco, Canonische Veränderungen über ein Weihnachtslied, o Canonische Veränderungen über Vom Himmel hoch) BWV 769 sono una composizione in cinque movimenti per organo che Johann Sebastian Bach scrisse nel 1746/47 e diede alle stampe nel 1748. L'opera è un tipico esempio del tardo stile contrappuntistico sviluppato da Bach negli ultimi anni della sua vita.

## Genesi

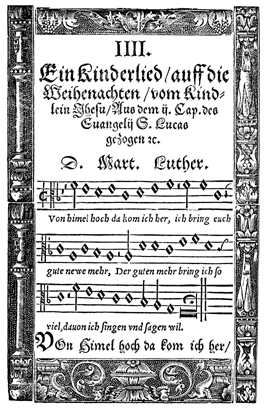
La melodia di Lutero in un'edizione del 1567

Le Variazioni canoniche furono concepite come contributo annuale per la Correspondierende Societät der musicalischen Wissenschaften di Lorenz Christoph Mizler. Ogni membro di questa società aveva l'obbligo, fino al sessantacinquesimo anno di età, di pubblicare una volta all'anno un elaborato musico-teorico. Bach fu invece in grado ogni volta di presentare una composizione con un adeguato contenuto teorico. Il suo contributo di ammissione nel 1747 era stata l'Offerta musicale, mentre per il 1749 aveva con ogni probabilità intenzione di presentare L'arte della fuga; l'anno successivo sarebbe stato esonerato dall'obbligo per il raggiungimento del sessantacinquesimo anno.
Nel mondo musicale attuale quest'opera non gode della stessa popolarità degli altri pezzi risalenti al tardo stile bachiano. Questo può in parte derivare dalla sua destinazione, ma molto più probabilmente si deve al fatto che non si presta molto a romantiche disquisizioni. Caso raro, destinazione e dimensioni sono note: non possiede né un titolo misterioso, né elementi frammentari. Nello stesso tempo, la notorietà del tema e la trasparenza dell'elaborazione permettono nel complesso una buona comprensione del testo musicale.
Igor Stravinskij ha trascritto l'opera per coro e orchestra lasciando praticamente inalterato il testo bachiano.

## Versioni
La prima edizione porta il titolo

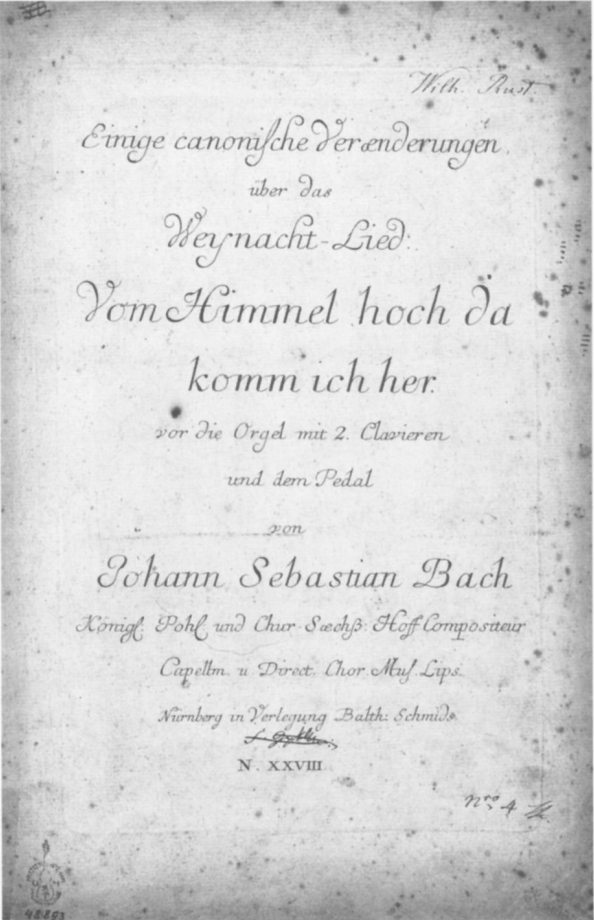
Frontespizio

In seguito Bach modificò l'opera due volte. L'ultima versione è conservata in manoscritto. In quest'ultimo rimaneggiamento Bach spostò il movimento finale fra il secondo e il terzo, alterando così la struttura complessiva dell'opera. Siccome il movimento finale costituisce il vertice della complessità contrappuntistica, da un ordine dei movimenti dalla complessità sempre maggiore fino al culmine finale troviamo invece una disposizione con il picco nella parte centrale.
Il titolo del manoscritto recita
Vom Himel hoch, da kom ich her, per Canones. à 2 Clav: et Pedal. di J.S.Bach
L'ultima disposizione dei movimenti è stata inoltre spesso presa in causa anche nell'annosa discussione riguardo all'ordine dei pezzi nell'Arte della fuga.

## Movimenti
(Ordine e descrizione secondo la prima edizione)
- Variatio 1. 1. in Canone all' Ottava, à 2. Clav: et Pedal. (12/8)
- Variatio 2. Alio Modo in Canone alla Quinta à 2 Clav: et Pedal. (C=4/4)
- Variatio 3. Canone alla Settima / Cantabile. (C)
- Variatio 4. à 2 Clav. et Pedal. per augmentationem. in Canone all'ottava. (C)
- Variatio 5. L'altra Sorte del' Canone all' rovercio, 1.) alla Sesta, 2) alla Terza, 3) alla Seconda, è 4) alla Nona. (C)

Variatio 1
Al ritmo di una giga che ricorda stilisticamente il movimento finale del terzo Concerto brandeburghese le due voci superiori iniziano un semplice canone all'ottava, sul quale il pedale aggiunge il corale (nel tempo di 4/4) a frasi, come tranquillo controtema ai sedicesimi del canone. 
Variatio 2
Il secondo movimento si presenta in modo simile al primo, ma il canone è alla quinta inferiore. Il materiale melodico delle voci superiori è chiaramente derivato dalle prime frasi del tema.
Variatio 3
Il pezzo porta l'indicazione Cantabile e inizia con una melodia molto espressiva al contralto. Il canone alla settima annunciato nel titolo è condotto da due voci notate nel manoscritto una in chiave di contralto e l'altra in chiave di basso; utilizzano un motivo sviluppato dall'incipit del corale costruendo un sottofondo tendenzialmente omoritmico in ottavi, in cui talvolta il contralto si incrocia con la melodia del corale al soprano, che interviene a frasi.
Variatio 4
La voce superiore apre con un tema di amplissimo respiro, cui risponde subito una voce all'ottava inferiore per augmentationem, ossia per aggravamento. Una terza voce riempie armonicamente, ritmicamente e contrappuntisticamente lo spazio fra le due voci del canone. Già dopo poco l'intreccio si infittisce al punto che il canone non è più distinguibile. Il pedale aggiunge il tema come cantus firmus al tenore. Dato che la voce inferiore ha i valori raddoppiati rispetto a quella superiore, quest'ultima già dalla metà del pezzo è condotta in modo libero e virtuosistico dando così un carattere particolare al pezzo. Nel frattempo la voce inferiore conduce verso la fine.
Nella terzultima battuta la voce di mezzo mostra il tema b, a, c, h (si bemolle, la, do, si naturale).
Variatio 5
In questo pezzo il corale stesso è utilizzato per il canone. La tecnica di costruzione del canone e l'elaborazione del materiale ricordano quelle dei Diversi canoni BWV 1087, dei quali Bach inserì l'autografo nel suo personale esemplare a stampa delle Variazioni Goldberg.
Il canone è ripetuto più volte: sopra un basso libero, le due voci superiori conducono un canone speculare alla sesta in contrappunto doppio che successivamente viene ripetuto come canone alla terza scambiando le voci. Tenore e basso entrano poi con un simile canone alla seconda, ma con l'aggiunta di una voce fra le due superiori; a questo punto il soprano inizia una parte libera virtuosistica con l'indicazione "forte". Anche questa sezione viene ripetuta con inversione delle voci. Le battute finali costruiscono un grandioso climax unico nell'opera di Bach, in cui l'autore stratifica le varie frasi del corale le une sulle altre a valori differenti sia allo stato originale sia per moto contrario. Nell'ultima battuta due voci si dividono, formandolo, il tema b, a, c, h.